# Pedro Demo
Pedro Demo (Pedras Grandes, 1941) é um sociólogo e professor universitário brasileiro. É professor titular aposentado do Departamento de Sociologia da Universidade de Brasília (UnB) e docente do Programa de Pós-Graduação em Direitos Humanos dessa mesma universidade. Foi secretário-geral adjunto do Ministério da Educação e presidente do Instituto Nacional de Estudos e Pesquisas Educacionais Anísio Teixeira (INEP).

## Carreira acadêmica
Graduado em filosofia e doutor em sociologia pela Universidade do Sarre, fez seu pós-doutorado na Universidade da Califórnia em Los Angeles. Pedro Demo é um dos sociólogos brasileiros com produção mais influente nas áreas de metodologia e educação em Ciências Sociais. Como autor publicou mais de 100 livros, sendo considerado um dos autores mais importantes do campo. Para Martins, Silva, e Silva (2017, p. 3) como educador, Pedro Demo “é um dos principais críticos da educação brasileira contemporânea pela sua posição clara e corajosa em que confronta a práticas educacionais com as teorias pedagógicas e sociais”, tratando-se de uma crítica qualificada, de um pensador que compreende a nossa sociedade e percebe suas transformações. De acordo com Souza (2012), o trabalho de Pedro Demo, ao lado do de Pierre Bourdieu, é referência para investigação da educação superior no Brasil. Ainda, de acordo com Leonardo Boff, como sociólogo e pedagogo, Pedro Demo, seria "uma das mentes mais brilhantes e menos aproveitadas de nosso país" a partir de suas reflexões sobre o papel da educação para a democracia brasileira.

## Obra
Pedro Demo é um dos educadores mais consistentes da atualidade, com mais de 100 livros publicados, sendo uma referência essencial aos cursos de Ciências Sociais. A provocação que Pedro Demo leva aos docentes é a transformação da sala de aula em um ambiente de pesquisa, aproximando a teoria e a prática. Trata-se de abandonar a perspectiva de um ensino unidirecional, no qual o professor ensina e os estudantes aprendem, e adotar uma perspectiva dinâmica, em constante renovação. A noção de conhecimento também precisaria ser compreendida de forma associada à noção de autoria. Pois seria somente quando a alfabetização científica leva o estudante a tornar-se um autor, que de fato a aprendizagem começaria.
Sua importância para o campo da pesquisa em metodologia e educação nas Ciências Sociais é tratada em diversos estudos acadêmicos que tem foco em sua contribuição científica: Leal, Silveira e Benetti (2017), no ensaio "Delinquência acadêmica e pesquisa: críticas à universidade segundo Maurício Tragtenberg e Pedro Demo", comparam as perspectivas críticas dos autores a respeito à universidade brasileira; Batista e Markman (2017) , em seu ensaio "O fracasso das políticas habitacionais e a exclusão social: os excluídos da cidade sob os olhares de Aloísio Azevedo, Darcy Ribeiro e Pedro Demo", comparam a perspectiva dos sociólogos a respeito da exclusão social provocada pelo insucesso das políticas habitacionais urbanas; Costa (2020), em seu trabalho "Pesquisa em educação: a importância de educar pela pesquisa sob a ótica de Pedro Demo", realiza uma revisão bibliográfica de parte da obra do autor, debatendo a relevância da abordagem da educação pela pesquisa para o campo de estudos da educação.
Pedro Demo também é autor versado em áreas de estudo contemporâneo como: o estudo da complexidade, a aprendizagem digital, a cibercultura, e novas formas de produção do conhecimento como o modelo cooperativo da Wikipédia.

## Prêmios
- 2012 — Moção de Louvor, Câmara Legislativa do Distrito Federal.
- 2011 — Finalista prêmio JABUTI, 2011, categoria educação, pelo livro Educação e alfabetização científica (2013)[14]
- 2011 — Escola Municipal de Belém com nome "Pedro Demo", Secretaria de Educação.
- 2010 — Relevância Profissional, IPEA.
- 2007 — Espaço de Conhecimento Prof. Dr. Pedro Demo — Nome dado a prédio anexo da Secretaria de Educação, Secretaria de Educação do Município de Campo Grande/MS — Inauguração a 17/08/07.
- 2004 — Membro Fundador - Academia, Semiologia e Direito.
- 1994 — Mérito - Medalha Francisco Caldeira de Castello Branco, Prefeitura de Belém (PA).
- 1971 — Nota máxima na tese de doutorado, Universidade de Saarbrücken

## Principais livros publicados
- A força sem foça do melhor argumento: ensaio sobre "novas epistemologias virtuais". Brasília: IBICT, 2010. ISBN 9788570130693
- Complexidade e aprendizagem: a dinâmica não linear do conhecimento. São Paulo: Atlas, 2002. ISBN 85-224-3177-9
- Pesquisa e construção de conhecimento: metodologia científica no caminho de Habermas. Rio de Janeiro: Tempo Brasileiro, 2004. 6a edição. ISBN 85-282-0060-4
- Dialética da felicidade: olhar sociológico pós-moderno. Vol. 1. Petrópolis: Vozes, 2001.ISBN 85.326.2553-3
- Dialética da felicidade: insolúvel busca de solução. Vol. 2. Petrópolis: Vozes, 2001. ISBN 85.326.2564-9
- Dialética da felicidade: felicidade possível. Vol. 3. Petrópolis: Vozes, 2001. ISBN 85.326.2567-3
- Introdução à sociologia: complexidade, interdisciplinaridade e desigualdade social. São Paulo: Atlas, 2002. ISBN 85-224-3312-7
- Pós-sociologia: para desconstruir e reconstruir a sociologia. Brasília: Universa, 2009. ISBN 978-85-60485-23-9
- Ciência rebelde: para continuar aprendendo, cumpre desestruturar-se. São Paulo: Atlas, 2012. ISBN 978-85-224-7422-6
- Metodologia do conhecimento científico. São Paulo: Atlas, 2000. ISBN 85-224-2647-3
- Conhecimento moderno: sobre ética e intervenção do conhecimento. Petrópolis: Vozes, 1997. ISBN 85-326-1843-0
- Questões para tele-educação. Petrópolis: Vozes, 1998. ISBN 85-326-2008-6
- Solidariedade como efeito de poder. São Paulo: Instituto Paulo Freire/Cortez, 2002. ISBN 85-249-0883-1
- Charme da exclusão social. Campinas: Autores Associados, 1998. ISBN 85-85701-71-4
- Éticas multiculturais: sobre convivência humana possível. Petrópolis: Vozes, 2005. ISBN 85.326.3139-8
- Professor do futuro e reconstrução do conhecimento. Petrópolis: Vozes, 2004. ISBN 85.326.3006-5